# Lucky Star (manga)
Lucky Star (らき☆すた Raki☆Suta) er en japansk firepanelstegneseriestribe manga af Kagami Yoshimizu. Striben er blevet udgivet som serie i Kadokawa Shotens Comptiq magasin siden januar 2004. Cameo-striber er blevet udgivet i andre magasiner så som Shōnen Ace med flere. Som med mange andre firepanelstegneserier er der ingen handling, og historien er derfor i stedet fokuseret på figurernes daglige liv.
I august 2005 blev der udgivet et hørespil baseret på serien, og i december 2005 blev et Nintendo DS-spil med titlen Lucky Star Moe Drill udgivet. En efterfølger med titlen Shin Lucky Star Moe Drill blev i maj 2007 også udgivet til Nintendo DS, og et PlayStation 2-spil i genren visual novel blev efterfølgende udgivet i januar 2008. En anime baseret på serien, blev produceret af Kyoto Animation over 24 afsnit, på Chiba TV i Japan fra den 8. april 2007 og frem til den 16. september 2007. En light novel blev udgivet i september 2007. Anime'en er blevet licenseret i USA af Kadokawa Pictures og bliver udgivet af Bandai Entertainment; fra den 16. marts 2009 er alle seks DVD'er blevet udgivet. Et original video animation (OVA) afsnit blev udgivet den 26. september 2008 sammen med et hørespil. Bandai Entertainment udgav OVA'en med engelske undertekster den 4. august 2009.